# Филип Сарасин
Филип Сарасин (на френски: Philipp Sarasin) е швейцарски лекар, психоаналитик и специалист по психиатрия и психотерапия.

## Биография
Роден е на 22 май 1888 година в Базел, Швейцария. Произлиза от стара хугенотска фамилия, която е играла важна роля в културното и икономическо развитие на Базел. Колебаейки се първоначално между изучаването на гръцки език и ботаника, накрая избира да учи медицина. Когато завършва учението си през 1915, започва да работи като доброволец лекар с Ойген Блойлер в Цюрих, където полага началото на своята първа юнгианска анализа с Франц Риклин. От 1916 до 1921 работи под ръководството на Рис като асистент лекар в клиниката Рейнау.
След кратък период на анализа с Ханс Закс, има възможността да се срещне със Зигмунд Фройд на конгреса в Хага през 1920. През пролетта на 1921 започва анализа с Фройд и през 1924 създава своя собствена практика в Базел като независим психоаналитик.
Умира на 28 ноември 1968 година в Базел на 80-годишна възраст.